# Traje típico
Un traje típico o traje tradicional es la indumentaria que expresa la identidad cultural de un territorio.  Actualmente se usan sobre todo en celebraciones y eventos culturales, festivales, y ferias. Suele variar según el país y el patrimonio cultural, entre otras variables.
Es necesario distinguir entre los conceptos de traje regional, provincial y nacional del de traje popular. Los primeros  no corresponden a las prendas que eran utilizadas antiguamente de manera tradicional, sino que son un estereotipo lujoso e institucionalizado con un fin simbólico, destinado a crear una cohesión social identitaria en torno a un territorio. Su existencia no es anterior a los últimos años del siglo XVIII. Por otra parte, los trajes populares son modelos de indumentaria locales que tampoco corresponden con exactitud a la vestimenta que era utilizada antiguamente, sobre todo porque suponen la congelación temporal de una forma de vestir y por la uniformidad que representan, que no corresponde a la variabilidad  socioeconómica, laboral o ritual de la localidad de la que  procede, que se reflejaba en la diversidad en el vestir. Constituyen la particularización del modo de vestir de cada localidad con fines simbólicos. Sin embargo, esto no quiere decir que haya sido inventado totalmente ex novo. Estos trajes populares son los utilizados para crear el estereotipo de traje nacional, provincial y regional.

## Historia
Aunque como "traje típico" puede hablarse del usado en otros periodos históricos, como la toga romana, esta denominación apareció en el siglo XIX con el nacionalismo romántico en Europa, que tomó como referencia la indumentaria campesina.
Todavía existen países, ciudades y circunstancias que hacen obligatorio por ley el uso de indumentaria tradicional. Así, por ejemplo en Bután, con el estilo tibetano denominado gho y kera en el caso de los hombres, y kira y toego en las mujeres. Otro caso singular es en los países islámicos la costumbre es que las mujeres lleven su Hiyab cuando estén en público.

## Uso actual
En zonas en las cuales las modas contemporáneas occidentales se han convertido en la vestimenta cotidiana, los trajes típicos o tradicionales a menudo son utilizados en conexión con eventos especiales y celebraciones, particularmente aquellas relacionadas con tradiciones culturales, u orgullo, mostrando así nacionalismo, regionalismo y reivindicaciones identitarias.
Las diferentes características de estas vestimentas se desarrollan por  varias razones; la necesidad de un atuendo acorde a las condiciones climáticas y abióticas del lugar o intentar una semejanza con sus deidades o animales.
Los trajes típicos característicos de una región son usados por grupos étnicos en algunos casos minoritarios en sus regiones natales, muchas veces en zonas rurales, para distinguirse de la población urbana y mantener viva su cultura y tradiciones. Se pueden ver en la ciudad, se utiliza en fiestas nacionales. 
También se mantienen vigentes gracias a los grupos de proyección dancística quienes los han ido adaptando para la escena, haciéndolos más vistosos y llamativos.

## Trajes típicos

### África
- Camerún,  República Democrática del Congo y  República del Congo: el pagne es un turbante o pañuelo que las mujeres atan en el cabello. El Bubu (del francés, boubou) es una túnica caftán masculina por lo general, aunque también la pueden vestir mujeres.
- Argelia

### Asia
- Afganistán
- Filipinas: Barong
- Japón: Kimono
- Corea del Norte: Hanbok. Llamado localmente Joseon-ot
- Corea del Sur: Hanbok
- China: Hanfu
- Bután: Gho y Kira
- India: Kurta, Dhoti y Sari

### Europa
- Alemania: Dirndl, Lederhosen
- Andorra
- Austria: Tracht
- Armenia
- Bielorrusia
- Dinamarca: Folkegradt
  -  Islas Feroe: Føroysk klæði:
  -  Groenlandia: la parka es una chaqueta pesada con capucha recubierta de piel de caribú.
- Escocia: Kilt
- España: El traje típico español es muy variado en función de sus diversas comunidades.[4][5]
  -  Cataluña comparte con la mayoría de los trajes típicos españoles la faja y aporta un tipo de tocado masculino nacionalizado, la barretina, de origen marinero.[6]
  -  País Vasco: el tipismo indumentario de la gorra txapela (una boina de ala ancha) se ha identificado con el tocado vasco por antonomasia, aunque comparte su uso con Navarra, la Francia meridional y buena parte de España.[7]
  -  Galicia: Monteira, chaleco, faja y polainas en los hombres ,mientras que las mujeres usan cofia, mantón, saya y zuecos.[8]" Sombrero de Meiga".
  -  Andalucía - Traje de flamenca, traje corto, traje de luces además de otros trajes típicos por cada provincia.
  - Aragón: El traje típico más conocido es el de baturro o jotero, no obstante existen otros trajes característicos de algunas comarcas; son especialmente variados en el Pirineo aragonés. El traje de jotero masculino incluye calzones, camisa, chaleco, faja, y un cachirulo anudado en la cabeza. El traje femenino incluye enaguas, cubiertas por la saya o falda, camisa, delantal, la faldriquera o bolsillo, y mantón sobre los hombros. Tanto hombres como mujeres suelen llevar alpargatas miñoneras como calzado.[9][10]
- Finlandia: Kansallispuku (literalmente, Traje nacional)
  -  Åland
- Francia
- Países Bajos: Zueco
- Islandia: Þjóðbúningurinn (literalmente, Traje nacional) es, desde 2001, el traje nacional de Islandia. Los hombres calzan botas altas, pantalones anchos, jersey y chaqueta oscuros con numerosos botones, un gorro de lana y en ocasiones un cubrecuello. Las mujeres llevan una larga falda desde los tobillos hasta encima de la cintura, una chaquetilla atada con cuerdas sobre una camisa, mantilla en los hombros, y un gorro de lana llamado spaðafaldur.
- Irlanda: Un cárdigan o jersey Aran blanco (Geansaí Árann en irlandés, Aran jumper en inglés) de lana de oveja, la gorra Irish country hat o Bucket hat, y una camisa de franela.
- Polonia
- Rusia: Sarafán,Kosovorotka,Ushanka
- Suecia

### Norteamérica
- México: Charro, China Poblana, Huipil, Cuera tamaulipeca, Guayabera, tehuana.
- Estados Unidos y  México: cowboy o vaquero

### Sudamérica
- Argentina,  Brasil y  Uruguay: el Gaucho
- Bolivia: Chola boliviana
- Chile: el Huaso
- Colombia: Ruana, Sombrero vueltiao
- Ecuador: Sombrero de paja toquilla, guayabera, faldellín guayaquileño
- Perú: Chalán, Tapada limeña
- Paraguay: Vestuario de ao po'i, poncho, sombrero de mimbre y otras vestimentas ornamentadas con ñandutí
- Venezuela: Liquiliqui y vestido de colores nacionales

### Centroamérica
- Panamá: pollera,Sombrero pintao, vestimenta Guna
- Guatemala: Huipil
- Nicaragua: güipil Falda con vuelos, camisa, Sombrero

### América Insular
- República Dominicana: Guayabera

### Oceanía
- Australia

### Oriente Medio
- Abjasia: Choja
- Azerbaiyán
- Arabia Saudita: Thawb,Agal (accesorio)